# Ду-Гам-Мі
Ду-Гам-Мі (англ. Do-Hum-Me; 1825—1843) — американська індіанська танцюристка.

## Життєпис
Народилася 1825 року, донька вождя індіанського племені сауків Nan-Nouce-Rush-Ee-Toe.
1843 року супроводжувала батька в поїздці до міста Принстон, штат Нью-Джерсі, для переговорів. Перебуваючи там, закохалася в представника індіанського племені айова на ім'я Ков-Гік-Кі (Cow-Hick-Kee). Вони одружилися і незабаром антрепренер Фінеас Барнум найняв їх в американський музей на Мангеттені, який нині носить його ім'я — Американський музей Барнума — для виконання обрядових індіанських танців. Ду-Гам-Мі миттєво стала дуже популярною, але раптово померла у 18 років (9 березня 1843 року), ймовірно від грипу.
Похована у вінчальній сукні на бруклінському кладовищі Грін-Вуд у Нью-Йорку. Фінеас Барнум оплатив встановлення на місці її поховання пам'ятника. Надгробок з граніту і білого мармуру виконав американський скульптор російського походження Роберт Лауніц. 2005 року пам'ятник «індіанській принцесі», завдяки зусиллям нью-йоркського жителя Ісаака Фелісіано (англ. Isaac Feliciano), відновлено.